# Vallée d'Aoste Arnad-Montjovet
Le Vallée d'Aoste Arnad-Montjovet est un vin rouge italien de la région autonome Vallée d'Aoste doté d'une appellation DOC. depuis le 30 juillet 1985.
Seuls ont droit à la DOC les vins récoltés à l'intérieur de l'aire de production définie par le décret. Les vignobles autorisés se situent en province d'Aoste dans les communes de Arnad, Challand-Saint-Victor, Champdepraz, Hône, Issogne, Montjovet et Verrès.
Le vin rouge du Vallée d'Aoste Arnad-Montjovet répond à un cahier des charges moins exigeant que le Vallée d'Aoste Arnad-Montjovet supérieur, essentiellement en relation avec le titre alcoolique et le vieillissement.

## Caractéristiques organoleptiques
- couleur : rouge rubis clair avec des reflets grenat
- odeur : fin, intense, vineux avec des arômes d'herbes
- saveur : sec, légèrement amer, harmonieux.

Le Vallée d'Aoste Arnad-Montjovet se déguste à une température de 15 à 16 °C et il se gardera de 2 à 5 ans.

## Production
Province, saison, volume en hectolitres :
- pas de données disponibles